# Uzbuna na Zelenom Vrhu
Uzbuna na Zelenom Vrhu è un film del 2017 diretto da Cejen Cernic e tratto dal romanzo omonimo di Ivan Kušan.

## Trama
Koko e i suoi amici trascorrono le vacanze estive sulle rive di un lago vicino all'idilliaca Green Hill. La quiete del luogo è turbata da una serie di strani eventi che mettono in allarme i ragazzi e gli abitanti della città: una banda di ladri si infiltra in una casa dopo l'altra rubando tutti i preziosi che riescono a trovare. Poiché la polizia non sembra in grado di risolvere la questione, ci penseranno Koko e i suoi amici a smascherare i ladri.

## Riconoscimenti
- 2017 - Festival del cinema di Pola
  - Golden Birch